# Bekasowce
Bekasowce (Scolopaci) – podrząd ptaków z rzędu siewkowych (Charadriiformes).

## Zasięg występowania
Podrząd obejmuje gatunki zamieszkujące cały świat.

## Systematyka
Taksonem siostrzanym dla Scolopaci są mewowce (Lari). Do podrzędu zalicza się następujące rodziny:
Parvordo: Jacanida
- Nadrodzina: Thinocoroidea Sundevall, 1836
  - Pedionomidae – dropiatki
  - Thinocoridae – andówki
- Nadrodzina: Jacanoidea Chenu & des Murs, 1854
  - Rostratulidae – złotosłonki
  - Jacanidae – długoszpony

Parvordo: Scolopacida
- Nadrodzina: Scolopacoidea Rafinesque, 1815
  - Scolopacidae – bekasowate